# Ivan Clustine
Ivan Clustine, né Ivan Nikolaïevitch Khlioustine (en russe : Иван Николаевич Хлюстин / Iván Nikoláevič Xljústin ; en orthographe précédant la réforme de 1917-1918 : Иванъ Николаевичъ Хлюстинъ) à Moscou le 10 août 1862 et mort à Nice le 21 novembre 1941, est un danseur, maître de ballet et chorégraphe russe.
Formé à l'école de danse de Moscou, il entre au théâtre Bolchoï en 1878. Après avoir été premier danseur (1886) et maître de ballet (1898), il émigre à Paris en 1903 pour y ouvrir une école.
Nommé maître de ballet de l'Opéra de Paris en 1909, il y crée plusieurs chorégraphies jusqu'en 1914. À son arrivée, il rétablit le ballet qui avait été abandonné dans un état désastreux par le directeur sortant, Pedro Gailhard. Il est sensible aux innovations des Ballets russes, sans être pour autant révolutionnaire dans ses chorégraphies. Il introduit tout de même quelques innovations, notamment le remplacement du tutu traditionnel par des costumes plus adaptés aux sujets des ballets.
À son départ de l'Opéra de Paris, il devient maître de ballet de la compagnie Anna Pavlova, où il compose de nouvelles chorégraphies, le plus souvent sur des sujets antérieurs.